# اولاف پالتیان
اولاف پالتیان (آلمانی: Olaf Paltian؛ زادهٔ ۲۱ سپتامبر ۱۹۵۲) دوچرخه‌سوار اهل آلمان است. وی در بازی‌های المپیک تابستانی ۱۹۷۶ شرکت کرده است.